# Benoît Legait
Benoît Legait, né le 13 janvier 1954 à Nancy (France) est président de la Fondation Mines ParisTech depuis 2012.

## Origine et formation
Benoît Legait est le fils d'Étienne Legait, professeur d'Histologie et d'Embryologie à la faculté de médecine de Nancy (1911-2005) et de son épouse née Hermance de Ramaix, directrice de recherche au CNRS (1918-2011).
Ancien élève de l'École Polytechnique (promotion 1973), titulaire d'un DEA en mathématiques appliquées de Paris VI, ingénieur au Corps des mines à l'issue de sa scolarité à l'École Mines ParisTech (1976-1979), docteur ingénieur en hydrogéologie de l'Université Paris VI (1979), il reçoit le titre de docteur d'État ès sciences physiques de l'Université de Bordeaux I en 1983, à l'issue de travaux de recherche effectués à l'Institut français du pétrole (IFPEN) sur les écoulements polyphasiques en capillaires, sous la direction de Pierre-Gilles de Gennes (prix Nobel de physique en 1991), et de Michel Combarnous, président de l'Université de Bordeaux I.
Il épouse Fabienne Legait, née Espinasse, en 1981 et de cette union naîtront quatre enfants, Pierre-Alexandre Legait (1982), Adrien Legait (1984), Stanislas Legait (1986) et Marie Caroline Legait (1992).

## Carrière
Il travaille à la direction gisements de l'Institut français du pétrole de 1979 à 1991, où il publie une quinzaine d'articles scientifiques (voir ci-dessous);  il en devient directeur en 1988, après avoir assuré les fonctions de chef de projet puis chef du département « écoulements polyphasiques dans les gisements pétroliers ».
Il entre ensuite à Beicip-Franlab en 1991, comme directeur exploration-production à l'occasion de la fusion des deux sociétés BEICIP et FRANLAB, et en devient directeur général en 1993, jusqu'en 1995. De 1995 à 2001 il est directeur de la recherche et des formations troisième cycle à l'École des mines de Paris, dont il devient le directeur en octobre 2001, succédant à Jacques Lévy. Il assure les fonctions de vice-président de la Conférence des Grandes écoles de 2001 à 2012, il est président du Groupe des écoles des mines de 2004 à 2012, membre du Conseil d'école de Télécom ParisTech (de 2002 à 2012), membre des conseils d'administration de l'École Arts et Métiers ParisTech, et de la Fondation des Industries minérales, métallurgiques et minières (FI3M), dont il prend la présidence en 2012. Comme directeur de l'École des mines de Paris, qui sera rebaptisée Mines ParisTech au cours de son mandat, il multiplie les échanges internationaux d'étudiants, et d'enseignants-chercheurs, et développe un nouveau et important programme de chaires d'enseignement et de recherche. Il plaide par ailleurs pour la création de classements des Écoles d'ingénieurs ne tenant pas seulement compte de la qualité des chercheurs comme c'est le cas du classement de Shanghai, mais tenant compte de la qualité de l'enseignement vue à travers le devenir professionnel des diplômés.
Il quitte la direction de Mines ParisTech en février 2012, et rejoint le CGEIET dénommé depuis Conseil général de l'économie, où il est nommé en 2013 président de la section Technologies et société tout en présidant la FI3M qu'il a rebaptisé Fondation Mines ParisTech.
Dans le cadre de ses missions au Conseil général de l’Économie, il participe à la rédaction de plusieurs rapports dans les domaines de l'enseignement supérieur, recherche et innovation et dans les domaines du développement durable et de l'innovation (voir ci-dessous). Il a été notamment rapporteur de la commission « innovation 2030 », présidée par Anne Lauvergeon, mise en place en 2013 par le président de la République. Il a été membre des conseils d'administration de l'ANR (Agence Nationale pour la Recherche), et de la Fondation de l'École Polytechnique entre 2013 et 2021.

## Principales publications scientifiques
- B. LEGAIT, P.G. de GENNES : Capillary Rise between Closely Spaced Plates : Effect of Van der Waals Forces. J. Physique Lett. 45 L 647 – L 652 (1984).
- B. LEGAIT : Contribution à l’étude numérique des écoulements biphasiques en milieux poreux. Thèse de Docteur-Ingénieur soutenue à l’Université Pierre et Marie Curie le 30 octobre 1979.
- B. LEGAIT : Influence des forces d’inertie et de viscosité sur la différence de pression nécessaire au passage d’une goutte, immiscible avec le fluide en place, à travers un col. C.R. Acad. Sci. Paris t.292 (4 mai 1981).
- B. LEGAIT, Ch. JACQUIN : Conditions nécessaires au passage d’un col par une goutte en déplacement dans un capillaire de section carrée, en régime de Stockes. C.R. Acad.Sci. (Paris) Série II, 487 (22 févr.1982).
- B. LEGAIT : Interprétation de certains types d’écoulements diphasiques en milieux poreux à partir des écoulements dans des capillaires. Thèse d’État soutenue le 26/9/83 à l’Université de Bordeaux I.
- Ch. JACQUIN, B. LEGAIT : Influence of Capillarity and Viscosity during Spontaneous Imbibition in Porous Media and in Capillaries. PCH Physico Chemical Hydrodynamics Vol.5, n° 3-4, pp. 307-319(1984)
- B. LEGAIT, Ch. JACQUIN : Ecoulements diphasiques en milieux poreux : convergence des phénomènes microscopiques et macroscopiques. Annales des Mines, p. 1-7 (mai-juin 1984).
- B. LEGAIT : Effet de l’hétérogénéité d’un milieu poreux sur la cinétique d’imbibition spontanée. C.R. Acad.Sci.Paris, t. 299, série 2, n° 7, (1984).
- B. LEGAIT, P. SOURIEAU, M. COMBARNOUS : Inertia, Viscosity and Capillary Forces during Two-Phase Flow in a Constricted Capillary Tube. J. of Colloïd and Interface Sc. Vol.107, n° 1, pp. 14-20, 1985.
- B. LEGAIT, P. SOURIEAU : Effect of Geometry on Advancing Contact Angles in Fine Capillaries. J. of Colloïd and Interface Sci. Vol. 107, n° 1, pp. 14-20 (1985).
- C. JACQUIN, B. LEGAIT : Approche probabiliste des milieux poreux hétérogènes ou fracturés en relation avec les écoulements diphasiques. Revue de l’IFP, vol. 42, n° 1, pp. 31-38, 1987.
- B. LEGAIT, F. KALAIDJIAN : Effet de la géométrie des pores et de la mouillabilité sur le déplacement diphasique à contre-courant en capillaire et en milieu poreux. Revue Phys.Appl. 23, pp. 1071-1081 (1988).
- B. LEGAIT, Ch. JACQUIN, J.M. MARTIN et al. : Gravity drainage in a fractured reservoir with fluids not in equilibrium. J. of  Petroleum Sc. and Eng. 2 pp. 217-224, 1989.
- B. LEGAIT : Laminar flow of two phases through a capillary tube with variable square cross-section. J. of  Colloid and Int.Sci. Vol. 96, n° 1, p. 28-38, novembre 1993.

## Co-auteur des rapports suivants

### Rapports concernant l'enseignement supérieur, recherche et l’innovation
- Un principe et sept Ambitions pour l’innovation, rapporteur de la commission Innovation 2030, présidée par Anne Lauvergeon
- Formation de l’encadrement supérieur de l’État aux enjeux des technologies de l’information, avril 2012
- Audit de l’ANDRA (Agence nationale pour la Gestion des Déchets Radioactifs), avec le  CGEDD, et l’IGAENR, mars 2013
- Dispositifs de soutien de la recherche partenariale, avec l’IGF et l’IGAENR, février 2013M
- Coopérations techniques et universitaires en matière industrielle, auprès de pays étrangers, avec l’IGF, juin 2013
- Situation financière de l’Institut de Recherche Technologique (IRT) System X, septembre 2014
- Audit du BRGM (Bureau de Recherches Géologiques et Minières), avec le CGEDD et l’IGAENR, juillet 2012
- De l’Agence Pour la Création d’Entreprises (APCE) à une organisation d’ensemble en faveur de la création d’entreprises », avec le CGEFI, juillet 2013
- Rapprochement Mines Nantes-Télécom Bretagne, mars 2014
- Rapprochement Mines Douai-Télécom Lille, septembre 2014
- Relations entre les entreprises et la recherche publique, lever les obstacles à l’innovation en France, avec l’IGAENR, octobre 2015
- Évaluation de l’expérimentation des PRTT du CEA Tech, décembre 2015
- Audit de suivi de l’ANDRA, avec l’IGAENR et le CGEDD, mars 2016
- Le Laboratoire National d’essais : redressement et perspectives d’avenir, avec l’IGF, juillet 2016
- Audit de l’IFPEN, avec le CGEDD et l’IGAENR, décembre 2016
- Aides à l’innovation, avec l’IGF, mars 2018
- Droits et frais de scolarité des écoles sous tutelle du CGE, septembre 2018
- Mission d’évaluation et de conseil d’IFP Énergies nouvelles (IFPEN), avec le CGEDD et l'IGESR, mai 2021

### Rapports concernant le développement durable, et l’énergie
- Le développement de l’énergie éolienne terrestre dans les départements d’outre-mer et en Corse, avec le CGEDD,  octobre 2012
- Éolien et photovoltaïque : enjeux énergétiques, industriels et sociétaux, septembre 2012
- Perspectives pour le gaz de houille en France, avril 2013
- Financement de stockage de déchets radioactifs à Bure, avril 2014, avec l’IGF
- Le devenir des schlamms (résidus de charbon) en Moselle, avec le CGEDD, mai 2014
- Filière hydrogène-énergie, avec le CGEDD, septembre 2015
- Modalités juridiques de la mise en œuvre du prix-plancher du carbone, avec le CGEDD, octobre 2016
- Retour d’expériences de la crise des carburants mai-juin 2016 Sud Est, avec le CGEDD, mars 2017
- Continuité de service dans la logistique pétrolière, avec le CGEDD et l’IGAS, avril 2017
- Granulats marins, avec le CGEDD, décembre 2017
- Économie circulaire dans la filière éolienne, avec le CGEDD, juin 2019
- Économie circulaire mode et luxe, avec le CGEDD, juillet 2019
- Les filières de recyclage de déchets en France métropolitaine, avec le CGEDD, novembre 2020
- Les garanties à l’exportation dans le secteur énergétique, juin 2020
- La décarbonation des entreprises en France, février 2021